# 分贝 (电影)
是一部2022年上映的韓國恐襲題材動作片，由《我的見鬼女友》、《怪物》的導演黃仁浩執導，並由金來沅、李鐘碩、鄭尚勳、朴秉恩及車銀優主演。電影講述利用聲音感應特殊炸彈佔領市中心的炸彈設計者和作為襲擊目標的韓國海軍副艦長之間展開為期半日的恐襲動作片，2022年11月16日在韓國上映，台灣上映時間確定為2022年11月25日，香港及澳門上映時間確定為2022年12月1日。
2022年12月14日起提供VOD家庭點播服務及上線wavve、TVING、Coupang Play等韓國國內OTT平台。

## 劇情概要
聲音變大的瞬間 爆炸
水燒開的聲音、開門的聲音、遊樂場裡孩子的笑聲⋯⋯
稍後，隨著巨大的轟鳴聲傳來了獨棟住宅爆炸的新聞速報
還有，給正在看新聞的前海軍副艦長（金来沅 飾）打來的電話
“聲音一旦變大立刻就會爆炸，下一個目標是足球場。”
還沒來得及了解情況就坐滿觀眾的足球場
被炸彈設計者（李鐘奭 飾）指定為下一個恐怖襲擊的目標
聲音感應炸彈的威脅仍在持續
為了阻止歷史上最大的城市中心炸彈恐怖襲擊，必須找出手握所有秘密的炸彈設計者⋯⋯
在城市中心展開的聲音恐怖襲擊動作片
今天一定要阻止這次爆炸！

## 演員陣容

### 主要人物
- 金來沅 飾演 姜道英，為了阻止放置在市中心的炸彈爆炸而孤軍奮鬥的前海軍中校。
- 李鐘奭 飾演 全泰成，海軍上尉，炸彈設計者、前門薩組織成員。
- 鄭尚勳 飾演 吳比伍，幫助姜道英阻止炸彈恐怖襲擊的記者。
- 朴秉恩 飾演 車榮翰，軍事安保支援司令部（朝鲜语：국군방첩사령부）探員。
- 車銀優 飾演 全泰龍，海軍潛艇聲音探測士官，是一個年輕有信念的海軍軍人。

### 其他人物
- 李尚熙 飾演 張瑜靜，姜道英的妻子、EOD炸彈解除小組上司。
- 趙達煥 飾演 卢政燮，海軍上司。
- 禹智賢 飾演 金宥泽[7]
- 申允珠 飾演 姜雪瑛，姜道英、張瑜靜的女兒。
- 卢盛恩 饰演 厨师长
- 李胜勋 饰演 金中尉
- 趙軟祐 饰演 大宇
- 尹正烈 饰演 舰长
- 朴镇洙 饰演 国防部长
- 权东浩 饰演 车中尉
- 郑宇赫 饰演 海军参谋总长
- 韩昌贤 饰演 国防科学研究所所长
- 柳菲利普 饰演 船员
- 李汉柱 饰演 船员

### 友情出演
- 姜京憲 饰演 主任

### 特別出演
- 李民基 飾演 黄英佑，海軍上尉。[8]
- 金瑟琪 饰演 韩美女

## 製作

### 主體拍攝
本片於2021年4月20日開機拍攝，2021年8月殺青。

### 損益平衡點
據媒體報導，本片包括宣傳營銷費用在內，製作費達128億韓元，損益平衡點為210萬觀影人次。

## 反響

### 票房
上映首日（11月16日）動員68,531名觀眾力壓《黑豹2：瓦干達萬歲》奪得單日票房第一，放映屏數1,045塊。上映第一個週末（11月18日至11月20日）累計動員336,313名觀眾，位列週末票房第二位。

### 評價
電影專欄作家李恩善認為本片在“聲音感應炸彈”這一素材上製造的緊張感還不錯，但敘述過去的海軍潛艇劇情和當前陸地上發生恐怖襲擊劇情之間的連結讓人覺得並不恰當；雖然演員們的表演都讓人印象深刻，但他們所飾演的角色之間缺乏“默契”的黏性也是讓人感到遺憾的地方。
電影專欄作家鄭詩友評價這部電影在設定具體化的過程中缺乏細節，不知道如何用聲音來調節緊張感的緩急；她也認為因為信念而導致恐怖襲擊的題材，敘述“為什麼”的重要性不亞於“怎麼做”，但這部電影為了呈現犯人提出的名份，強行擴張敘事，因此也破壞了許多蓋然性。
電影雜誌Cine21記者李應哲認為導演在這樣恐襲題材電影中加入了不恰當的幽默；鄭睿仁記者評價這部電影中過度渲染的情感掩蓋了恐怖主義的緊張感。

## 同期競爭作品
- 《同感》（11月16日上映）
- 《黑豹2：瓦干達萬歲》（11月9日上映）

## 外部鏈接
- NAVER上《分贝》的資料
- Daum上《分贝》的資料

- 韩国电影数据库（KMDb）上《分貝恐襲》的資料
- 互联网电影数据库（IMDb）上《分貝恐襲》的资料（英文）